# P/2014 O3 (PANSTARRS)
P/2014 O3 (PANSTARRS) — одна з короткоперіодичних комет сім'ї Юпітера. Ця комета була відкрита 30 липня 2014 року; вона мала 20.3m на час відкриття.